# Пивденный (банк)
Акционерный банк «Пивденный» (укр. Акціонерний банк «Південний») — украинский коммерческий банк, основанный в 1993 году. Главный офис расположен в Одессе. Участник Фондовой биржи ПФТС.

## История

Главный офис банка «Пивденный» в Одессе в 2008 году

Акционерный банк «Пивденный» зарегистрирован Национальным банком Украины в 1993 году.
В 2008 году банк имел свыше 150 филиалов и отделений.
6 ноября 2009 года банк из Открытого акционерного общества (ОАО) стал Публичным акционерным обществом (ПАО).
После аннексии Крыма Россией «Пивденный» прекратил свою работу на территории полуострова. В мае 2014 года банк прекратил работу на территории Донецкой и Луганской областей.
В 2014 году Национальный банк Украины выдал банку «Пивденный» стабилизационный кредит в размере 600 млн грн и назначил своего куратора в банк для усиления надзора.
В 2015 году «Пивденный» выплатил 927 миллионов гривен вкладчикам закрытого банка Имэксбанк.
В августе 2018 года банк взял кредит у НБУ в размере 480 млн грн под 19 % годовых.
В 2018 году банк произвёл ребрендинг изменив эмблему и корпоративный стиль.
В 2019 году банк был ключен в список системно важных банков Украины .

## Инциденты
28 мая 2014 года во время противостояния в Мариуполе отделение банка подверглось нападению вооружённых людей.
26 апреля 2016 года здание главного офиса банка в Одессе было обстреляно из гранатомёта РПГ-26. Пострадавших в результате обстрела не было.
30 июля 2016 года произошёл взрыв возле отделения банка в Запорожье на Соборном проспекте.
12 сентября 2016 года произошёл взрыв у отделения банка на перекрестке улиц Черноморская и Перекопская в Херсоне.
11 мая 2017 года произошёл взрыв в отделении банка в центре Николаева.
5 июня 2018 года была взорвана бомба в отделении банка в Кропивницком

## Рейтинги
В июле 2012 года агентство Moody’s установила долгосрочный рейтинг банка «Пивденный» на уровне «B2», а рейтинг финансовой устойчивости на уровне «E+». В декабре 2012 году агентство Moody’s установила рейтинг банка «Пивденный» на уровне B3.
По итогам 2014 года банк вошёл в список двадцати самых устойчивых банков Украины по версии журнала Forbes.
В 2015 и 2016 годах агентство Fitch Ratings установила рейтинг банка «Пивденный» на уровне «CCC».
В 2020 году международное рейтинговое агентство Moody's повысило базовую оценку кредитоспособности до "B3" с "Caa1"; повысило рейтинг по депозитам в иностранной валюте до "Caa1" с "Caa2" и рейтинг долгосрочных депозитов в национальной валюте до "B3" с "Caa1".

## Показатели деятельности
По состоянию на 1 августа 2001 года капитал банка «Пивденный» составлял 68 млн грн.
Во время экономического кризиса (2008—2009) банк завершил финансовый год с прибылью в 61 млн грн. С января по июль 2009 года чистая прибыль банка составила 41,270 млн грн, а в аналогичный период 2010 года — 18,343 млн грн, что меньше на 55,6 %. Чистая прибыль банка в 2010 году составила 42,6 млн грн. За I квартал 2015 года банк получил прибыль в размере 8,8 млн грн. За первое полугодие 2018 года банк получил прибыль 117,3 млн грн.
В 2015 году банк вошёл в топ-20 украинских банков по вкладам физических лиц. Общее количество которых составило в 2015 году — 3,5 млрд грн, а в 2016 году — 3,3 млрд грн. По состоянию на 1 января 2018 года «Пивденный» стал 14-м (27,1 млрд грн) на Украине по размеру активов.
По результатам 2019 года банк получил 300 млн грн чистой прибыли и 2 025 млн грн операционного дохода.
По состоянию на 31 декабря 2019 года капитал банка «Пивденный» составлял 2 837 млн грн, активы - 26 682 млн грн.

## Собственники
Основными акционерами банка являются: Юрий Родин (38,2 % акций банка), Марк Беккер (23,56 % акций) и Алла Ванецьянц (13,88 % акций). Оставшейся частью акций владеет 31 миноритарный акционер. В 2008 году шведский фонд East Capital Explorer Financial Institutions Fund за 53 млн евро купил 9,98 % доли акций банка. В 2017 году шведский инвестиционный фонд East Capital Fund вышел из состава акционеров банка «Пивденный» в связи с тем, что дочерний латвийский банк RIB обходил санкции введённые против КНДР. Доля акций шведского фонда перешла латвийской компании Villa Flora.
По состоянию на 31 декабря 2019 основными акционерами банка являются: Юрий Родин (28,7 % акций банка), Марк Беккер (18,5 % акций) и Алла Ванецьянц (10,1 % акций). Оставшейся частью акций принадлежит предприятиям по контролем Юрия Родина - 34,8% и миноритарным акционерам - 7,9%.

## Собственность
В 2015 году банк «Пивденный» владел 57 % акций рижского банка RIB. Также банк владеет киевским торговым центром SkyMall.

## Председатели правления
- Вадим Мороховский (1999—2011)[29]
- Людмила Худияш (2011—2016)[40][41]
- Алла Ванецьянц (2016—н. в.)[42]